# Hombre Gorila
Hombre Gorila es un alias utilizado por tres superhéroes ficticios diferentes que aparecen en los cómics estadounidenses publicados por Marvel Comics, comenzando en 1954 con Ken Hale, y continuando con Arthur Nagan, quien también apareció en 1954 y Franz Radzik, quien apareció por primera vez en 1962.

## Historial de publicaciones
Ken Hale apareció por primera vez en Men's Adventures # 26 (marzo de 1954).
El Dr. Arthur Nagan apareció por primera vez en Mystery Tales # 21 (septiembre de 1954) y fue creado por Bob Powell. Esta historia fue reimpresa en Weird Wonder Tales # 7 (diciembre de 1974). Steve Gerber creó los Headmen después de leer el tema de la reimpresión. El personaje aparece posteriormente en The Defenders (vol. 1) # 21 (marzo de 1975), 31–33 (enero – marzo de 1976), 35 (mayo de 1976), Defenders Annual # 1 (octubre de 1976), Power Man / Iron Fist # 68 (abril de 1981), Marvel Age Annual # 1 (1985), The Sensational She-Hulk (vol. 2) # 1–3 (mayo – julio de 1989), Avengers: Deathtrap: The Vault Graphic Novel (1991), Web of Spider-Man # 73 (febrero de 1991), Marvel Comics Presents # 97 (1992), Defenders (vol. 2) # 5 (julio de 2001), 7–10 (septiembre – diciembre de 2001), y Heroes for Hire # 6 –8 (marzo – mayo de 2007). Hombre Gorila apareció como parte de la entrada "Headmen" en Manual Oficial original del Universo Marvel # 5, y en Official Handbook of the Marvel Universe Update '89# 3.
Franz Radzik apareció por primera vez en Tales to Astonish # 28 (febrero de 1962).

## Biografía del personaje ficticio

### Kenneth Hale
Kenneth Hale era un soldado de fortuna feliz y despreocupado. Siempre arriesgaba su vida por emociones, pero en realidad tenía miedo de morir. Se enteró de una leyenda tribal local de África que decía "Te vuelves inmortal, Si matas al Hombre Gorila mágico. Viajó a Wakanda para encontrar al Hombre Gorila. Kenneth abandonó su objetivo en el último minuto, pero su encuentro con Hombre Gorila lo obligó a disparar. Hale se volvió inmortal, pero a costa de convertirse en un Hombre Gorila. Después de operar su propio equipo por un tiempo, Hale se retiró y residió en una gran casa de árbol cerca del Congo.
Sirvió como guía para los X-Men originales y demostró ser formidable. Le dieron un anuario especial y fue reconocido como un aliado, o "X-Ape".
Más tarde trabajó con los Vengadores, la unidad de Comandos Aulladores de S.H.I.E.L.D., y los Agentes de Atlas. Durante la historia de "Invasión secreta", Hombre Gorila y Robot Humano rescatan a Namora de los Skrulls. Después de que Norman Osborn gana una posición de poder en el gobierno estadounidense, Hombre Gorila y los Agentes de Atlas comienzan a trabajar en contra de los intereses de Norman. Para detener la adquisición de armamento poderoso, los Agentes roban el oro directamente de Fort Knox.
Operando por su cuenta, Hombre Gorila siguió a traficantes de heroína hasta una instalación subterránea en Chinatown, San Francisco. Allí se une con Wolverine, Maestro Po y Fat Cobra, que forman parte de un grupo más grande que busca detener los envíos de heroína. Descubren un vasto imperio subterráneo, buscando controlar todos los crímenes sobre la tierra. Trabajando juntos, los héroes logran destruir al grupo criminal.
Como parte del evento de marca 2016 Marvel NOW!, Hombre Gorila aparece como miembro de la encarnación de los Mercs por Dinero de Dominó.
Pantera Negra luego visita a Hombre Gorila y lo convence de unirse a los Agentes de Wakanda.
Durante la historia de la Guerra de los Reinos, se ve a Hombre Gorila hablando con la Ursa Major en el zoológico de Wundagore en Transia, discutiendo sobre una operación encubierta que está ejecutando para Pantera Negra, hasta que Ka-Zar lo recoge y lo lleva a la Montaña de los Vengadores. Ayuda a Pantera Negra a destruir las fuerzas enemigas que estaban atacando la montaña activando un arma dentro del cuerpo del Celestial, pero resulta herido después de que algunos Elfos Oscuros se infiltraron en la montaña. Mientras se recupera, habla con Odín y luego se revela que traicionó a los Vengadores por la Legión de los No-Vivos de Drácula. Más tarde se lo vio ayudando a Ka-Zar y Blade en la lucha contra los Berserkers de Roxxon cuando se infiltran en su base secreta en la Antártida.

### Arthur Nagan
El Dr. Arthur Nagan es un ex cirujano que tomó los órganos de los gorilas para usarlos en las personas. Sin embargo, su esquema fue frustrado por los gorilas que de alguna manera trasplantaron su cabeza al cuerpo de un gorila. Es miembro de los Headmen y luchó con Los Defensores en varias ocasiones. Tras su liberación de la prisión, atacó a Power Man, quien se quedó temporalmente sin energía. Él es un miembro de la Legión Letal y de la Legión Maldita.
Más tarde se reunió con los Headmen y participa en el plan para darle a su aliado llamado Chondu, un nuevo cuerpo, específicamente, el cuerpo de un clon de She-Hulk. Los Headmen contratan al Ringmaster y el Circo del Crimen, luego a Mysterio para probar la compatibilidad de She-Hulk. Ella está sometida y clonada, pero escapa con la ayuda de Spider-Man. Nagan fue arrestado por la policía de la ciudad de Nueva York. Nagan se ve sin los Headmen durante un brote de la Bóveda. Él y la femenina Frenzy, retenidos en celdas vecinas, son liberados por Electro.
Los Headman rastrearon a Spider-Man hasta una fiesta que Alicia Masters estaba organizando para obtener el cuerpo de Spider-Man para Chondu. Antorcha Humana y Spider-Man derrotaron a los enemigos y los Headman pronto fueron arrestados. Más tarde se aliaron con A.I.M., conspiraron para controlar un antiguo dios del espacio con el fin de gobernar el mundo. Resucitaron al dios alienígena del espacio Orrgo y conquistaron el mundo con él, pero los Defensores rápidamente derrotaron a Orrgo y a los Headmen.
Nagan y los Headmen lucharon contra los Héroes de Alquiler mientras intentaban trasplantar la cabeza de Chondu en el cuerpo de Humbug.
En la serie Guardianes de la Galaxia se revela que Nagan es uno de los reclusos que quedan en la Prisión 42 de la Zona Negativa. Allí, está involucrado en una pelea con Star-Lord, que está tratando de detener a Blastaar y su horda de invadir la Tierra a través del portal cerrado en la prisión.
Se puso del lado de las fuerzas de Blastaar cuando la Iniciativa Sombra invadió para recuperar la prisión. A pesar de infligir grandes bajas a las fuerzas de la Iniciativa Sombría, Nagan y sus aliados fueron traicionados por su compañero interno Hardball. Hardball mató a los alienígenas negativos pero dejó a Nagan vivo.
Durante la historia de Fear Itself, Nagan se encuentra entre los criminales que escaparon de la balsa después de que Juggernaut, en forma de Kuurth: Destructor de Rocas, lo nivelara. Fue detenido por Justice.
Hombre Gorila estuvo más tarde detrás de una crisis de rehenes hasta que fue derrotado por el Capitán Ultra.
Durante la parte del "Salvo de apertura" de la historia del Imperio Secreto, Hombre Gorila aparece en una guarida subterránea donde estaba construyendo su ejército de Hombres Gorilla mientras operaba bajo el alias de Rey de los Hombres Gorila. Estos Hombres Gorila son el resultado de que las cabezas de gorila se unan quirúrgicamente a los cuerpos humanos. Luego encuentra a Robert Maverick, que acaba de regresar de su forma de Hulk Rojo. Mientras intenta sacar la cabeza de Robert de su cuerpo para fortalecer su ejército de Hombres Gorila, Hombre Gorila y sus Hombres Gorila son atacados y derrotados por Chica Ardilla, que desata sus ardillas voladoras sobre su ejército.

### Franz Radzik
Franz Radzik, un científico que creó una máquina de rayos electromagnéticos para transferir su mente al cuerpo de un gorila, era conocido como Hombre Gorila. Fue enviado al espacio profundo en un cohete experimental y apareció por primera vez en Tales to Astonish (vol. 1) # 28 y 30. La historia anterior fue reimpresa en Adventure into Fear # 5. Este último en Gorilla Man # 3.
NOTA: Esto no debe confundirse con una historia de Strange Tales # 1. En él, un científico malvado inyecta a un hombre que admira las cosas malvadas una fórmula que lo convierte en un simio, ya que espera convertirse en una criatura del mal. Un estudiante es noqueado por el hombre malvado. Está atado a una silla y amordazado en la casa del científico. La mente del hombre es enviada de vuelta a través de las edades a medida que se convierte en un simio. Sin embargo, el otro hombre puede liberarse. Rompe el cuello del científico, pero es capturado y enjaulado en el zoológico local.

## Poderes y habilidades
Como Hombre Gorila, Hale posee el cuerpo y, por lo tanto, la fuerza, la agilidad y la resistencia de un gorila de montaña, mientras conserva su inteligencia humana normal. Es un experto en el uso de armas con preferencia por las armas de fuego, y fue un hábil luchador cuerpo a cuerpo incluso como ser humano. Hombre Gorila también ha sido maldecido con la inmortalidad, por lo que no envejece y ha mantenido el mismo nivel de fuerza y destreza física durante décadas.
La versión de Arthur Nagan de Hombre Gorila es un experto cirujano de trasplantes e inventor. Su gran cuerpo de gorila posee fuerza, agilidad, destreza y resistencia.

## Otras versiones
En una Tierra alternativa que aparece en Avengers Forever # 4–5, una versión similar de Hale como Hombre Gorila apareció en los Vengadores de la década de 1950. Sin embargo, su línea de tiempo fue destruida por Immortus.
En Earth-O-Men, Ken Hale aparece como el Hombre Gorila en una Tierra dominada por los alienígenas los Skrulls.

## En otros medios
- Ken Hale el Hombre Gorila aparece como un personaje jugable como parte del paquete DLC Agents of Atlas en Lego Marvel Super Heroes 2.